# ありをりはべり
『ありをりはべり』は、日向なつおによる日本の漫画。
『Kiss』（講談社）にて2009年13号から2012年7号にかけて不定期に連載された。単行本は全8巻。作者にとって、1996年のデビューから13年目にして初めて単行本となった作品である。
『Kiss』2013年3号から2014年2月号にかけて、続編『ありをりはべり いまそかり』（いまそかり）。が連載された。同作についても本項で扱う。

## あらすじ
神様の姿が「見える」立花棗、神主の息子だが「見えない」藤島須佐。クラスメイトとなった2人はひょんなことから、郷土の歴史や神様について研究をする「地歴部」に入部することになる。

## 登場人物
立花 棗（たちばな なつめ）
15歳。高校1年生。地歴部。中学生の頃から神様が見える。両親と祖父と住む。家族の中では祖父だけがその力のことを知っている。神様たちの愚痴を聞く役目になってしまう。
藤島 須佐（ふじしま すさ）
1年生。地歴部。学校の隣の神社の神主の息子。祝詞が読める。神社は代々「見える」体質の者が継いできたため、「見えない」体質の須佐には継ぐ資格がないと父親に言われている。幼い頃は見えたが、御神木に登り、枝を折り落ちたショックで見えなくなってしまう。
小田島 メイ（おだじま めい）
地歴部の１年生。温泉旅館の娘。
普門寺 玲子（ふもんじ れいこ）
地歴部の２年生。母親は礼法の先生で、玲子自身も礼儀に厳しく、高校2年生には見えない立ち居振る舞い様。３年生の時に第二代部長になる。
神林（かんばやし）
地歴部の2年生。
山岡（やまおか）
地歴部の３年生。初代部長。普門寺玲子とは近所同士の幼なじみ。
栗田（くりた）
地歴部の３年生。
今井 由羽（いまい ゆう）
藤島須佐の母方のいとこの娘。小学生。両親が引っ越しており関西に住む。
ミーシャ
部活棟が建つ前にそこにあった樫の木に宿っていた白蛇。木が切り倒され、憑り代を失い、部活棟の謎の揺れの原因となっていたが、藤島の祝詞により鎮められ、地歴部に新たに設置された神棚に棲み付くようになる。スイーツ好き。
亀
亀が描かれた花瓶の付喪神。部室の神棚の住民。
稲荷神
ある家のお社に祭られていた稲荷神（女性）。現在はお付きのキツネと共に部室の神棚の住民になっている。
河童
川辺のキャンプ場に棲む河童。地歴部と出会って彼らの周囲に出没するようになる。
タテミナ
棗たちの高校や藤島の神社がある土地の祭神。ミーシャら土着の神々に力で勝ち祭神になったため、彼らとは仲が悪い。
タテミナ様の奥さん
対岸に住んでいる女神でタテミナの妻。冬、凍結した湖を渡ってくると「御神渡り」現象が観測される。

## 番外編「私と神様」
「ありをりはべり」の元となった作品。第1話は『One more Kiss』2008年1月号に掲載された。
棗が神様たちの姿を見るようになった中学生の頃の物語で、廃れてしまった地元の祭りを復活させる物語。

## 書誌情報
- 日向なつお 『ありをりはべり』 講談社（KC Kiss）、全8巻
  1. 2010年02月12日発売、ISBN 978-4-06-340784-6、「私と神様」第1話収録
  2. 2010年04月13日発売、ISBN 978-4-06-340796-9、「私と神様」第2話収録
  3. 2010年08月11日発売、ISBN 978-4-06-340813-3、「私と神様」第3話収録
  4. 2010年12月13日発売、ISBN 978-4-06-340829-4、「私と神様」第4話収録
  5. 2011年05月13日発売、ISBN 978-4-06-340844-7、「おいてけぼりの棲処」収録
  6. 2011年10月13日発売、ISBN 978-4-06-340856-0
  7. 2012年01月13日発売、ISBN 978-4-06-340864-5
  8. 2012年06月13日発売、ISBN 978-4-06-340881-2

- 日向なつお 『いまそかり』 講談社（KC Kiss）[2]
  1. 2013年09月13日発売、ISBN 978-4-06-340919-2
  2. 2014年03月13日発売、ISBN 978-4-06-340926-0